# Portada/article juny 25

## Paleocè
El Paleocè és la primera època del Paleogen, una de les subdivisions del Cenozoic. Comprèn el temps entre el final del Cretaci (fa 65,5 ± 0,3 milions d'anys) i el principi de l'Eocè (fa 55,8 ± 0,2 milions d'anys). El seu inici i final queden marcats per l'extinció del Cretaci-Paleogen i pel màxim tèrmic del Paleocè-Eocè, respectivament. Com en altres períodes geològics, els estrats que delimiten aquest període estan ben identificats, però no han estat datats amb màxima precisió.
El nom del Paleocè, encunyat pel francoalemany Wilhelm Philipp Schimper l'any 1847, prové dels mots grecs παλαιός (paleos, antic), ἠώς (eos, alba) i καινός (kainos, nou), i fa referència a l'aparició de la fauna "antiga nova" durant aquesta època, abans que apareguessin els ordres moderns de mamífers a l'Eocè.